# Haiming (Bajorország)
Haiming település Németországban, azon belül Bajorországban. Lakosainak száma 2527 fő (2023. december 31.). Haiming Kirchdorf am Inn, Burghausen és Stammham községekkel határos.

## Népesség
A település népessége az elmúlt években az alábbi módon változott:
| Lakosok száma | 2052 | 2087 | 2438 | 2456 | 2443 | 2421 | 2476 | 2493 | 2523 | 2527 |
|               | 1970 | 1975 | 2011 | 2012 | 2014 | 2015 | 2017 | 2019 | 2022 | 2023 |